# Burzum / Aske
A Burzum / Aske a norvég black metal zenekar Burzum első válogatásalbuma. 1995. október 14-én jelent meg, a Misanthropy Records által. A válogatásalbum tartalmazza az együttes első, debütáló nagylemezét, a Burzumot és bónuszként az első EP-t, az Aske-t.
Az albumon csak az Aske-n szereplő "A Lost Forgotten Sad Spirit" van rajt, a debüt albumon szereplő verzió nem.
Az albumot 2010-ben a Byelobog Production kiadó újra kiadta, ezen mind a két verziója rajt van az "A Lost Forgotten Sad Spirit" számnak.

## Számlista
Az összes szám szerzője Varg Vikernes. 
| #   | Cím                                           | Hossz |
| --- | --------------------------------------------- | ----- |
| 1.  | Feeble Screams from Forests Unknown           | 7:28  |
| 2.  | Ea, Lord of Depths                            | 4:51  |
| 3.  | Black Spell of Destruction                    | 5:39  |
| 4.  | Channelling the Power of Souls into a New God | 3:26  |
| 5.  | War                                           | 2:30  |
| 6.  | The Crying Orc                                | 0:57  |
| 7.  | My Journey to the Stars                       | 8:10  |
| 8.  | Dungeons of Darkness                          | 4:52  |
| 9.  | Stemmen fra tårnet                            | 6:09  |
| 10. | Dominus Sathanas                              | 3:01  |
| 11. | A Lost Forgotten Sad Spirit                   | 11:09 |

## Közreműködők
- Varg Vikernes – ének, dalszöveg, gitár, basszusgitár, dob, szintetizátor
- Euronymous – gitárszóló a "War" című számban

Produkció
- Pytten – maszterelés, keverés
- Jannicke Wiise-Hansen – album borító